# SN 441011

Штекер T12 и полученные из него штекеры представляют собой квадрат со стороной не менее 25 и не более 26 мм. Подробности, такие как допуски и конфигурация штифтов, можно найти в соответствующих стандартных листах.

SN 441011 (до 2019 года SEV 1011) - это швейцарский стандарт для вилок и розеток для домашнего использования и аналогичных целей. Вилка SN 441011 тип 12 и розетка SN 441011 тип 13 также известны во всем мире как тип J. Помимо Швейцарии, этот стандарт соединителей также используется в Лихтенштейне. Двухконтактный штекер на 10 А, идентичный штекеру SN 441011 тип 11, также можно найти в Италии или на устройствах итальянских производителей.
Система подключаемых модулей, определенная в стандарте для переменного напряжения 250 В или 440 В при 50 Гц, структурирована так, чтобы быть «иерархически нисходящей». Это означает, что розетки, рассчитанные на 16 ампер, также принимают вилки на 10 ампер, но не наоборот, и что 2- или 3-полюсные (однофазные) вилки также могут использоваться с 5-полюсными (трехфазными) розетками. Евро вилка (2,5 А) также подходит ко всем 4 типам розеток.
Во всех версиях с тремя или пятью контактными штырями (тип 12/13, 15, 23 и 25) средний полюс является защитным контактом. Хотя контактные штыри имеют одинаковую длину, защитный контакт устанавливается заранее, потому что гнезда для нейтрального проводника и внешнего проводника углубляются в гнездо. Смещенное расположение контактов обеспечивает защиту от переполюсовки: если защитный контакт однофазных розеток смотрит вниз, если смотреть спереди, внешний проводник находится справа. Все четыре типа розеток оснащены защитными манжетами. Розетки без защитных воротников (T12) не допускались к размещению на рынке с 2017 года и ранее были разрешены только вне влажных помещений, но существующие розетки этого типа могут продолжать эксплуатироваться.

## Иерархический обзор типов вилок и розеток
|      | Однофазные | Трехфазные |
| ---- | ---------- | ---------- |
| 10 A | тип 13     | тип 15     |
| 16 A | тип 23     | тип 25     |

|       | Однофазные L+N    | Однофазные L+N+PE | Трехфазные 3L+N+PE | Сечение контактных штифтов |
| ----- | ----------------- | ----------------- | ------------------ | -------------------------- |
| 2,5 A | Евро вилка        |                   |                    | 4 × π ≈ 12,57 mm²          |
| 10 A  | тип 11            | тип 12            | тип 15             | 4 × π ≈ 12,57 mm²          |
| 16 A  | (ni slike) тип 21 | тип 23            | тип 25             | 4 × 5 = 20 mm²             |